# 李九華
李九華（？—17世紀），字瑞生，江西瑞州府新昌縣人，明朝、南明政治人物。

## 生平
天啓七年（1627年），李九華中式丁卯科江西鄉試舉人，崇禎元年（1628年）登進士，授福建南安縣知縣，以兵部主事主持四川鄉試，歷任車駕郎中，出為井陘僉事，銳意整修邊防、訓練士兵；曾經在朝廷上陳意見但未得理會。定州聞警，他委派妻子劉氏守城，自行帶兵北上，盜寇卻乘機攻入獲鹿，劉氏督兵守城八天後失陷，一家被殺。李九華來不及救援，以丟失領土遭連坐戍邊，後來起用為湖廣參議。南明年間，益王朱慈𤆃於建昌起兵，他和陳泰來、胡維霖、熊士逵打算跟從，被按察使漆嘉祉、舉人戴國士勸止，後事不詳。

## 引用
1. 1 2  錢海岳《南明史·卷三十八·列傳第十四》：（李）九華，字瑞生。崇禎元年進士。授南安知縣，以兵部主事典試四川，累遷車駕郎中、井陘僉事，銳意修防訓士。應詔陳言，不省。定州告警，委妻劉守城，自以兵北上。寇乘間攻獲鹿，劉督兵守八日夜，城陷，一門死。歸救不及，坐失地戍邊，後起湖廣參議。……皆瑞州新昌人。
2. ↑  錢海岳《南明史·卷三十八·列傳第十四》：初，益王由本（慈𤆃）起兵建昌，（陳）泰來與胡維霖、李九華、熊士逵將從之，漆嘉祉、戴國士持不可，曰：「公受朝命矣。今復從王，將奉王歸朝乎，王必不屈。將兩事乎，是懷貳心也。公為國事，捐身家，本以教忠，而先示貳心於人，人誰諒之？」乃止。